# Tam Sa
Tam Sa (tiếng Trung: 三沙市; bính âm: Sānshā Shì, âm Hán Việt: Tam Sa thị) là một thành phố được Cộng hòa Nhân dân Trung Hoa thành lập vào ngày 24 tháng 7 năm 2012 để quản lý một khu vực mà nhiều nước đang tranh chấp chủ quyền, bao gồm: quần đảo Hoàng Sa (Trung Quốc gọi là quần đảo Tây Sa), quần đảo Trường Sa (Trung Quốc gọi là quần đảo Nam Sa), bãi Macclesfield và bãi cạn Scarborough (Trung Quốc gọi là quần đảo Trung Sa) cùng vùng biển xung quanh. Theo phân cấp hành chính của Cộng hòa Nhân dân Trung Hoa, Tam Sa là một địa cấp thị (thành phố cấp địa khu) thuộc tỉnh Hải Nam và có chính quyền nhân dân đặt tại đảo Phú Lâm (Trung Quốc gọi là Vĩnh Hưng).
Theo chính phủ Trung Quốc, việc thành lập thành phố Tam Sa sẽ giúp tăng cường hơn nữa khả năng quản lý, khả năng phát triển và kiến thiết của quốc gia này đối với những hòn đảo và các vùng nước xung quanh các quần đảo Hoàng Sa, quần đảo Trung Sa, quần đảo Trường Sa, bảo vệ môi trường biển trong vùng Biển Đông. Việc thành lập thành phố Tam Sa là sự điều chỉnh của chính phủ Trung Quốc đối với cơ quan hành chính hiện hành, là công việc trong phạm vi chủ quyền của Trung Quốc.
Việt Nam và Philippines cho rằng việc lập thành phố này đã vi phạm chủ quyền của họ trên các lãnh thổ đang tranh chấp và yêu cầu Trung Quốc hủy bỏ quyết định này. Hoa Kỳ lên tiếng quan ngại về các hành động đơn phương của Trung Quốc khi thành lập thành phố Tam Sa, và cho rằng Trung Quốc cố gây ra một "sự đã rồi" trong vấn đề đang tranh chấp cần phải giải quyết thông qua đàm phán ngoại giao đa phương (giữa tất cả các bên tranh chấp).

## Hành chính
Sau khi được Trung Quốc tuyên bố thành lập, Tam Sa được chính quyền nước này coi là thành phố cấp địa khu thứ 285 và là đơn vị cấp địa khu thứ 333 của nước này. Ngày 21 tháng 7 năm 2012, chính quyền Trung Quốc đã tổ chức cuộc bầu cử Hội đồng nhân dân thành phố Tam Sa, hơn 1.100 cử tri thuộc 15 khu vực bầu cử ở Tây Sa, Nam Sa và Trung Sa đã đi bỏ phiếu bầu Hội đồng Nhân dân thành phố Tam Sa khóa 1. Trong số 45 đại biểu trúng cử, có năm người là nữ giới. Ngày 23 tháng 7 năm 2012, cuộc họp đầu tiên của Hội đồng Nhân dân thành phố Tam Sa đã được tổ chức, các đại biểu đã bầu ông Tiêu Kiệt (肖杰) làm thị trưởng thành phố Tam Sa, và bầu ông Phù Tráng (符戆) làm Chủ tịch Ủy ban Nhân dân thành phố Tam Sa. Ngoài ra, các đại biểu còn bầu ra thành viên Nhóm Ủy ban Thường vụ Hội đồng Nhân dân khóa I thành phố Tam Sa và thành viên ban lãnh đạo Chính quyền thành phố, Toà án Nhân dân và Viện Kiểm sát Nhân dân.
Ngày 18 tháng 4 năm 2020, Trung Quốc tuyên bố thành phố Tam Sa thành lập hai quận:
- Quận Tây Sa: quản lý quần đảo Hoàng Sa và quần đảo Trung Sa (bao gồm bãi Macclesfield, bãi cạn Scarborough), chính phủ nhân dân quận Tây Sa đóng trên đảo Phú Lâm;
- Quận Nam Sa: quản lý quần đảo Trường Sa, chính phủ nhân dân quận Nam Sa đóng trên đá Chữ Thập.[15]

Về phía Việt Nam, đơn vị hành chính tương ứng với quần đảo Hoàng Sa là đặc khu Hoàng Sa, thuộc thánh phố Đà Nẵng; và với quần đảo Trường Sa là đặc khu Trường Sa thuộc tỉnh Khánh Hòa.

## Nhân khẩu
Theo số liệu các dữ liệu điều tra dân số 6 phát hành bởi Chính phủ nhân dân tỉnh Hải Nam (海南省人民政府) năm 2010, Văn phòng Quần đảo Tây Sa, Quần đảo Nam Sa, Quần đảo Trung Sa quản lý 444 nhân khẩu thường trú, trong đó 242 người có hộ khẩu. Tuy nhiên, trên thực tế, tại quần đảo Tây Sa (Hoàng Sa) hiện có khoảng 3.500 người cư trú thường xuyên, nhân khẩu lưu động là 25.000 người (ngư dân), chủ yếu cư trú tại các đảo Phú Lâm, đảo Đá, đảo Quang Ảnh, đảo Quang Hoà, đảo Tri Tôn và đảo Linh Côn.
Theo thống kê mới nhất của Việt Nam ngày 1 tháng 4 năm 2009 thì dân số toàn huyện Trường Sa là 195 người, trong đó khu vực thị trấn Trường Sa là 83 người.

## Kinh tế
Trung Quốc đã từng tổ chức tour du lịch ở đảo Phú Lâm dành riêng cho nhân dân Trung Quốc tham quan. Một số địa điểm tham quan tại phần lãnh thổ thành phố Tam Sa do Trung Quốc kiểm soát bao gồm:
- Bảo tàng Hải dương Tây Sa[19], đảo Phú Lâm (Trung Quốc gọi là Vĩnh Hưng)
- Rừng tướng quân Tây Sa[20], đảo Phú Lâm
- Bia kỉ niệm thu phục Tây Sa[21], đảo Phú Lâm
- Bia kỉ niệm các đảo Nam Hải[22], đảo Phú Lâm
- Nhà lịch sử quân sự của bộ đội giữ đảo[23], đảo Phú Lâm
- Lô cốt của quân đội Nhật Bản trong Chiến tranh thế giới thứ hai.[24], đảo Phú Lâm
- Bia chủ quyền của Trung Quốc[25] đảo Đá, có tuyến đường nối với đảo Phú Lâm
- Bia đá "Tây Sa Lão Long Đầu".[26], đảo Đá
- Bia cảnh vụ cảnh sát biên phòng Trung Quốc[27], đảo Cây (Trung Quốc gọi là Triệu Thuật)
- Di chỉ miếu cổ thời Minh Thanh[27], đảo Cây

Địa giới hành chính thành phố Tam Sa bao gồm nhiều hòn đảo và vùng biển trên Biển Đông và có nguồn tài nguyên thủy sản phong phú, dự trữ dầu mỏ và khí tự nhiên là rất lớn. Theo thống kê của Cục Hải dương Trung Quốc dựa trên giá dầu hiện tại, giá trị kinh tế của Tam Sa ước đạt mười nghìn tỉ nhân dân tệ.

## Cơ sở hạ tầng
Tại các đảo do Trung Quốc quản lý, cơ sở hạ tầng đã được xây dựng. Trên đảo Phú Lâm có các tòa nhà chính quyền thành phố, ngân hàng, bưu điện, bệnh viện, cửa hàng, trạm khí tượng, trạm hải dương, trạm điện, sân bay, bến cảng và các công trình dân dụng khác.
Đảo Phú Lâm có tổng cộng 9 tuyến đường, bao gồm đường Bắc Kinh, đường Tuyên Đức, đường Bắc Kinh ngang số 1, đường Bắc Kinh ngang số 2, đường Vĩnh Hưng, đường bao quanh đảo, đường Vĩnh Lạc, đường Hải Nam, đường sân bay. Năm 1979, Trung Quốc đã cho xây dựng tuyến đường nối giữa đảo Phú Lâm và đảo Đá gần đó với chiều rộng 3 mét. Ngày 10 tháng 11 năm 2012, đã khánh thành tuyến đường bộ trên đảo Cây, đây là hạng mục đầu tiên được hoàn thành sau khi thành phố Tam Sa được thành lập, công trình có vốn đầu tư là 2,52 triệu NDT với tổng chiều dài 1606 m, trong đó tuyến đường bao quanh đảo dài 1.310 mét, tuyến đường bao quanh thôn dài 296 m với chiều rộng 3 mét.
Cũng trong ngày 10 tháng 11 năm 2012, Trung Quốc đã tiến hành xây dựng công trình cung cấp nước tại đảo Phú Lâm, tổng vốn đầu tư của dự án ước tính là 220 triệu NDT, dự kiến sẽ được hoàn thành vào tháng 12 năm 2013. Các hạng mục công trình của dự án bao gồm nhà máy khử mặn nước biển (70 triệu NDT) có khả năng xử lý 1.000 mét khối nước biển/ngày và hệ thống lọc nước mưa, trữ nước, đường ống dẫn nước. Dự án sẽ giúp giải quyết khó khăn về nước sạch của quân và dân trên đảo Phú Lâm, trên các hòn đảo và đá lân cận cũng như tàu thuyền vãng lai; ngoài ra, dự án còn giúp bảo vệ cấu trúc địa chất của đảo Phú Lâm khi không còn phải khai thác nước ngầm trên đảo.
Bệnh viện Nhân dân Tây Sa tiền thân là bệnh viện quần đảo Tây Nam Trung Sa, nằm trên đường Bắc Kinh của đảo Phú Lâm. Vào thời điểm thành phố Tam Sa được thành lập, bệnh viện chỉ có 8 nhân viên. Nhằm phát triển sự nghiệp y tế của Tây Sa, Ủy ban phát triển và cải cách Nhà nước Trung Quốc đã đưa việc kiến thiết bệnh viện vào trong kế hoạch đầu tư hệ thống vệ sinh nông thôn toàn quốc năm 2011. Do đất đai trên đảo Phú Lâm không rộng, bệnh viện được xây dựng trên nền đất cũ với tổng số vốn đầu tư dự kiến là 18 triệu Nhân dân tệ, rộng 2388 m² và diện tích xây dựng là 2000 m², khi được hoàn thành, bệnh viện sẽ có 30 giường bệnh và 35 nhân viên biên chế. Theo dự kiến, việc xây dựng bệnh viện Nhân dân Tây Sa sẽ được hoàn thành vào cuối năm 2012.
Phân viện Tây Sa của thư viện tỉnh Hải Nam được khai trương vào ngày 23 Tháng Tư, 2009. Phân viện nằm ở tòa nhà phức hợp của chính quyền thành phố, có hai tầng với tổng diện tích 100 m². Lúc mới thành lập thư viện có 20.000 đầu sách, gồm nhiều thể loại từ sách khoa học xã hội như văn học, sức khỏe, truyện ký, tài chính đến các loại sách khoa học tự nhiên như máy tính, khảo sát đại dương, bảo vệ thảm thực vật. Ngoài ra, để phục vụ nghiệp vụ của các sĩ quan và binh lính đóng tại đảo, thư viện còn có các loại sách về chuyên ngành về khoa học quân sự, huấn luyện tác chiến.
Tại đảo Phú Lâm có chi nhánh Tam Sa của Ngân hàng Công thương Trung Quốc (ICBC), trạm thực nghiệm tổng hợp khoa học hải dương Tây Sa của sở nghiên cứu hải dương Nam Hải thuộc Viện Khoa học Trung Quốc và Bảo tàng Hải dương Tây Sa
Sân bay trên đảo Phú Lâm được xây dựng từ năm 1991, có đường băng dài 2400 mét và có thể phục vụ máy bay Boeing 737 cất cánh và hạ cánh. Cầu cảng tại đảo cũng có chỗ neo đậu cho tàu tải trọng lên đến 5.000 tấn.
Ngày 10 tháng 4 năm 2011, Đài phát thanh Nhân dân Trung ương Trung Quốc và Đài Phát thanh-Truyền hình Hải Nam đã bắt đầu mở trạm phát sóng vô tuyến FM trên đảo Phú Lâm, trên đảo cũng có dịch vụ di động cùng các tivi thu tín hiệu từ vệ tinh. Chính quyền cũng có kế hoạch xây dựng trạm phát sóng FM trên các đảo khác, cũng như quy hoạch các trạm thu phát truyền hình kỹ thuật số, đến khi đó, các ngư dân không những có thể nghe được FM mà còn có thể xem được truyền hình kỹ thuật số mặt đất.

## Địa lý
Sau khi được thành lập, Tam Sa đã trở thành thành phố cực nam của Trung Quốc, danh hiệu này trước đây thuộc về thành phố Tam Á. Tam Sa cũng là một trong hai thành phố hải đảo của Trung Quốc, thành phố còn lại là Chu San thuộc tỉnh Chiết Giang. Theo phân định của chính phủ Trung Quốc, Tam Sa bao gồm khoảng 260 đảo, đá, đá ngầm, bãi cát trên Biển Đông với tổng diện tích đất liền là 13 km². Địa giới thành phố trải dài 900 km theo chiều đông-tây, 1800 km theo chiều bắc-nam, diện tích vùng biển khoảng 2 triệu km². Tam Sa là thành phố có diện tích đất liền nhỏ nhất, tổng diện tích lớn nhất và có dân số ít nhất tại Trung Quốc. Độ sâu trung bình của vùng biển Tam Sa là 1200 mét, độ sâu lớn nhất là 5559 mét nằm ở cực nam của rãnh Manila. Theo mạng Hải Nam sử chí, ba quần đảo Tây Sa, Nam Sa và Trung Sa có tổng diện tích đất liền là 12 km² với tổng cộng 248 đảo, đá phân bố như sau:
| Các quần đảo       | Đảo nhỏ | Bãi cát | Ám tiều | Ám sa | Ám than | Tổng |
| ------------------ | ------- | ------- | ------- | ----- | ------- | ---- |
| Hoàng Sa           | 22      | 7       | 5       |       | 6       | 40   |
| Quần đảo Trung Sa  | 1       |         | 1       | 26    | 2       | 31   |
| Quần đảo Trường Sa | 11      | 2       | 105     | 34    | 21      | 177  |
| Tổng               | 34      | 13      | 112     | 60    | 29      | 248  |

Quần đảo Hoàng Sa và quần đảo Trung Sa nằm ở đông nam đảo Hải Nam. Quần đảo Trung Sa chủ yếu là các bãi ngập nước, ngoại trừ đảo Hoàng Nham có một phần nổi trên mặt biển. Quần đảo Hoàng Sa có khoảng 22 hòn đảo, diện tích đất liền khoảng 8 km², trong đó Phú Lâm là đảo lớn nhất. Quần đảo Trường Sa nằm ở phía nam của Biển Đông, gồm nhiều nhóm đảo, đá, bãi ngầm, cồn cát khác nhau, có diện tích khoảng 2 km²; Trường Sa có điểm cực nam là bãi ngầm James (James Shoal, Trung Quốc gọi là bãi ngầm Tăng Mẫu).

### Hoàng Sa
Theo mạng Hải Nam sử chí, vùng biển của quần đảo Hoàng Sa rộng hơn 500.000 km², có tổng cộng 40 đảo và đá san hô và trong đó có 29 nổi lên trên mặt biển. Tổng diện tích đất liền của Hoàng Sa là 10 km² và là quần đảo có các đảo lớn nhất trong ba quần đảo. Quần đảo Hoàng Sa có thể chia làm hai nhóm đảo: nhóm An Vĩnh (Trung Quốc gọi là quần đảo Tuyên Đức) ở phía đông-bắc và nhóm Lưỡi Liềm (Trung Quốc gọi là quần đảo Vĩnh Lạc). Trong số đó, đảo Phú Lâm là lớn nhất với diện tích 2,10 km², tiếp theo là đảo Linh Côn (Trung Quốc gọi là đảo Đông) với 1,70 km², lớn thứ ba là đảo Tri Tôn (Trung Quốc gọi là đảo Trung Kiến) với 1,50 km², các đảo còn lại nhỏ hơn 0,40 km², đảo có điểm cao nhất là đảo Đá (Trung Quốc gọi là Thạch đảo) với cao độ 15,9 mét trên mực nước biển, có 20 đảo nhỏ cao dưới 5 mét trên mực nước biển, chiếm tỉ lệ 62,3%.
Đảo Phú Lâm là đảo lớn nhất của quần đảo Hoàng Sa và của cả thành phố Tam Sa. Đảo Phú Lâm cách cảng Du Lâm trên đảo Hải Nam 180 hải lý về phía đông nam. Đảo có hình bầu dục, chiều dài đông-tây là 1950 mét và chiều dài bắc-nam là 1350 mét và diện tích khoảng 2,1 km². Đảo Phú Lâm có địa thế bằng phẳng, có chiều cao trung bình 5 mét trên mực nước biển, điểm cao nhất nằm ở phía tây nam đạt 8,5 mét. Rạn san hô bao xung quanh đảo có chiều rộng khoảng 1200 mét; bãi cát dọc theo chu vi đảo rộng 100 mét và có đê cát cao từ 6-8 mét bao quanh. Phần trung tâm của đảo vốn là vùng đầm phá khô cạn, là loại đất đá vôi do được hình thành từ phân chim. Mặc dù các giếng có lượng nước phong phú song vì nguồn nước này có chứa magnesi sulfat nên không uống được và chỉ có thể dùng để tắm rửa. Đảo Phú Lâm có thảm thực vật rậm rạp với 148 loài thực vật hoang dã, chiếm 89% tổng số loài thực vật hoang dã tại Hoàng Sa, chủ yếu là sừng dê hoa vàng (Strophanthus divaricatus), tử châu thùy dài (Callicarpa kochiana), Chaenomeles speciosa và dừa. Động vật trên đảo chủ yếu là chim điên, cốc biển (Fregatidae), nhạn biển và các loại chim biển khác.

### Trung Sa
Quần đảo Trung Sa nằm ở đông-nam Hoàng Sa, cách đảo Phú Lâm khoảng 200 km và có vùng biển rộng 600.000 km². Tương tự như Hoàng Sa, Trung Sa bao gồm các bãi, đá san hô song chỉ có đảo Hoàng Nham là nổi trên mực nước biển. Địa mạo của Trung Sa giống như một cao nguyên rạn san hô dưới mặt biển. Hoàng Nham là một đảo san hô vòng có hình tam giác, có chu vi khoảng 55 km và diện tích (bao gồm cả vùng đầm phá) là 150 km². Đảo Hoàng Nham có hai phần nổi lên trên mặt nước biển: Nam nham nằm ở phía đông nam và trông như một cột đá lớn, có chiều cao 1,8 mét so với mực nước biển và cao hơn các rạn san hô xung quanh khoảng 3 mét và có đường kính 3-4 mét; Bắc nham nằm ở phía bắc và cũng là một đá san hô nhô lên trên mặt biển song có độ cao thấp hơn Nam nham; hai nơi cách nhau khoảng 10 hải lý. Phía nam của đảo Hoàng Nham có một lối vào cho tàu thuyền rộng khoảng 400 mét, sâu từ 4 đến 12 mét.

### Trường Sa
Quần đảo Trường Sa là quần đảo rộng nhất trong ba quần đảo. Theo mạng Hải Nam sử chí, Trường Sa có phạm vi 905 km từ đông sang tây và 887 km từ bắc xuống nam, vùng biển rộng khoảng 886.000 km². Phía tây Trường Sa giáp với Việt Nam, phía đông giáp Philippines và phía nam giáp các nước Malaysia, Brunei và Indonesia. Trung Quốc đã tiến hành đặt tên cho 177 trong tổng số hơn 230 đảo, đá, bãi cát ngầm ở Trường Sa. Các đảo lớn nhất trong quần đảo Trường Sa là Ba Bình, Thị Tứ, Bến Lạc, Trường Sa, Song Tử Đông, Song Tử Tây, Nam Yết, Loại Ta, Vĩnh Viễn. Đảo Ba Bình có diện tích 0,432 km², còn tại đảo Song Tử Đông (Trung Quốc gọi là đảo Bắc Tử) có điểm cao nhất là 12,5 mét. Theo mạng Hải Nam sử chí, Trường Sa được chia thành 5 nhóm đảo:
1. Cụm Bắc: có tọa độ 9°42′～11°31′ vĩ Bắc và 114°02′～115°02′ kinh Đông, có 53 đảo và bãi ngầm và trong đó có 8 đảo nhỏ, 5 bãi cát，33 ám tiều, 6 ám sa và 1 ám than. Cụm này lại có thể chia thành ba nhóm, xung quanh các đảo Ba Bình, Song Tử Đông và Sinh Tồn (Trung Quốc gọi là Cảnh Hoành).
2. Cụm Đông-Bắc: có tọa độ 8°48′～11°55′ vĩ bắc và 115°04′～117°50′ kinh Đông, từ bãi Đồng Thạnh (Trung Quốc gọi là Hùng Nam tiêu, nghĩa là ám tiêu Hùng Nam) ở phía bắc đến bãi Trăng Khuyết (Trung Quốc gọi là Bán Nguyệt tiêu, nghĩa là ám tiêu Bán Nguyệt) ở phía nam. Cụm này có 2 đảo, 34 ám tiều, 5 ám sa và 6 ám than.
3. Cụm Trung: có tọa độ 6°57′～9°40′ vĩ Bắc và 111°37′～115°55′ kinh Đông, có hình bán nguyệt, chiều dài đông tây ước tính là 260 hải lý còn chiều dài bắc-nam ước tính là hơn 140 hải lý. Cụm này có 1 đảo, 26 ám tiều, 12 ám sa, 2 ám than.
4. Cụm Tây-Nam: nằm ở cực tây nam, có tọa độ 7°28′～8°08′ vĩ Bắc và 109°44′～110°38′ kinh Đông, bao gồm 5 bãi: Phúc Tần (Trung Quốc gọi là Quảng Nhã), Huyền Trân (Trung Quốc gọi là Nhân Tuấn), Quế Đường (Trung Quốc gọi là Lý Chuẩn), Phúc Nguyên (Trung Quốc gọi là Tây Vệ) và Tư Chính (Trung Quốc gọi là Vạn An). Đây là các bãi cạn mà Việt Nam coi là nằm trong vùng đặc quyền kinh tế và thềm lục địa của mình, không thuộc quần đảo Trường Sa.
5. Cụm Nam: có tọa độ 3°57′44″～5°59′55″ vĩ Bắc và 112°16′25″～112°56′00″ kinh Đông, gồm 7 ám sa và 9 ám tiều, trong đó có ám sa Bắc Khang (North Luconia Shoals, tức bãi Luconia Bắc), ám sa Nam Khang (South Luconia Shoals, tức bãi Luconia Nam) và ám sa Tăng Mẫu (James Shoal, tức bãi ngầm James).

## Lịch sử

### Từ phía Trung Quốc
Theo trang thông tin của Bộ Ngoại giao Trung Quốc, Nam Sa do người dân nước này phát hiện và đặt tên sớm nhất, có thể là từ thời Nhà Hán. "Dị vật chí" (异物志) của Dương Phu (楊孚) thời Đông Hán có viết "Trướng hải kỳ đầu，thủy thiển nhi đa từ thạch" (Biển sóng triều dâng gập ghềnh đá ngầm, nước cạn mà nhiều đá nam châm) trong đó "Trướng Hải" (涨海, biển trướng) là tên người Trung Quốc thời đó dùng để gọi Biển Đông và "kỳ đầu" (崎头, đá ngầm gồ ghề) là tên người Trung Quốc đương thời dùng để chỉ các đảo, đá ngầm.... ở quần đảo Tây Sa (Hoàng Sa) và Nam Sa (Trường Sa) tại Biển Đông. Vào thời Đường Tống, nhiều sách sử địa đã sử dụng các tên khác nhau để chỉ Hoàng Sa (Tây Sa) và Trường Sa (Nam Sa), lần lượt là "Cửu Nhũ Loa Châu", "Thạch Đường ", "Trường Sa ", "Thiên Lý Thạch Đường ", "Thiên Lý Trường Sa", "Vạn Lý Thạch Đường", "Vạn Lý Trường Sa". Trong bốn triều đại Tống, Nguyên, Minh và Thanh, đã có đến hàng trăm thư tịch sử dụng tên gọi "Thạch Đường" hay "Trường Sa" để chỉ các đảo tại Biển Đông (Nam Hải). "Hỗn nhất cường lý lịch đại quốc đô chi đồ" (混一疆理歷代國都之圖) thời Nhà Minh có đánh dấu vị trí của Thạch Đường, và vị trí này được phía Trung Quốc cho là tương ứng với Nam Sa (Trường Sa) hiện tại. "Canh lộ bộ" (更路簿) thời Nhà Thanh ghi chép về vị trí của các địa danh cụ thể của các đảo, đá, bãi tại Nam Sa (Trường Sa) mà ngư dân Hải Nam thường lui tới, tổng cộng có 73 địa danh.
Chậm nhất là từ thời Nhà Đường, các ngư dân Hải Nam đã bắt đầu đến các đảo tại Biển Đông sinh sống, dựng nhà để trú thân và miếu để thờ thần linh. Khi tiến hành khảo cổ, đã phát hiện ra một số di chỉ cư trú thời Đường và Tống trên đảo Hữu Nhật (Trung Quốc gọi là Cam Tuyền), có rất nhiều mảnh vỡ nồi sắt, tro than khi nấu ăn, các mảnh vỡ đồ gốm và đồ sứ, các mảnh vỡ dao sắt và đục sắt, còn sót lại xương chim và vỏ ốc trai. Đến nay vẫn còn lại 14 miếu nhỏ từ hai thời Minh Thanh trên các đảo Phú Lâm (Vĩnh Hưng), đảo Đá (Thạch đảo), Linh Côn (Đông đảo), đảo Cây (Triệu Thuật), đảo Nam, đảo Bắc, Duy Mộng (Tấn Khanh), Quang Hòa Đông (Sâm/Thám Hàng), Quang Hòa Tây (Quảng Kim), Hoàng Sa (San Hô), Hữu Nhật (Cam Tuyền). Một số ngôi đền còn có cả tượng Thần hay tượng Phật, như tại đảo Quang Hòa Đông có "miếu Nương Nương" có tượng Quan Âm bằng sứ, miếu nhỏ trên đảo Bắc có bài vị thần chủ bằng gỗ, miếu Cô Hồn trên đảo Phú Lâm có thần vị.
Theo thông tin trên Tân Hoa xã, năm Khai Bảo thứ 4 (971) dưới thời Tống Thái Tổ, Nhà Tống sau khi bình định nước Nam Hán đã lập lực lượng tuần tra biển, phạm vi tuần tra bao gồm cả quần đảo Tây Sa. Theo thông tin trên Hoàn Cầu Thời báo, vào thời Nhà Minh, Hải Nam được quản lý bởi phủ Quỳnh Châu, lệ thuộc Quảng Đông, các đảo tại Nam Hải (mà ngay nay thuộc Tam Sa) khi đó được triều đình Nhà Minh quy vào Vạn Châu thuộc phủ Quỳnh Châu. Vào sơ kỳ và trung kỳ thời Nhà Thanh, về cơ bản vẫn theo thể chế quản lý thời Nhà Minh. Đến cuối thời Nhà Thanh, quần đảo Đông Sa chuyển sang quy thuộc Huệ Châu, ba quần đảo còn lại vẫn do Vạn châu quản lý. Cũng theo thông tin của Bộ Ngoại giao Trung Quốc, thời Nhà Thanh, đã có nhiều địa đồ đã đưa các đảo Nam Sa vào bản đồ Trung Quốc, ví dụ như "Thanh trực tỉnh phân đồ" (清直省分圖) của "Thiên hạ tổng dư đồ" (天下總輿圖) năm 1724, "Hoàng Thanh các trực tỉnh phân đồ" (皇清各直省分圖) của "Thiên hạ tổng dư đồ" năm 1755, "Đại Thanh vạn niên nhất thống thiên hạ toàn đồ" (大清萬年一統天下全圖) năm 1767, "Đại Thanh vạn niên nhất thống địa lượng toàn đồ" (大清萬年一統地量全圖) năm 1810 và "Đại Thanh nhất thống thiên hạ toàn đồ" (大清一統天下全圖) năm 1817.

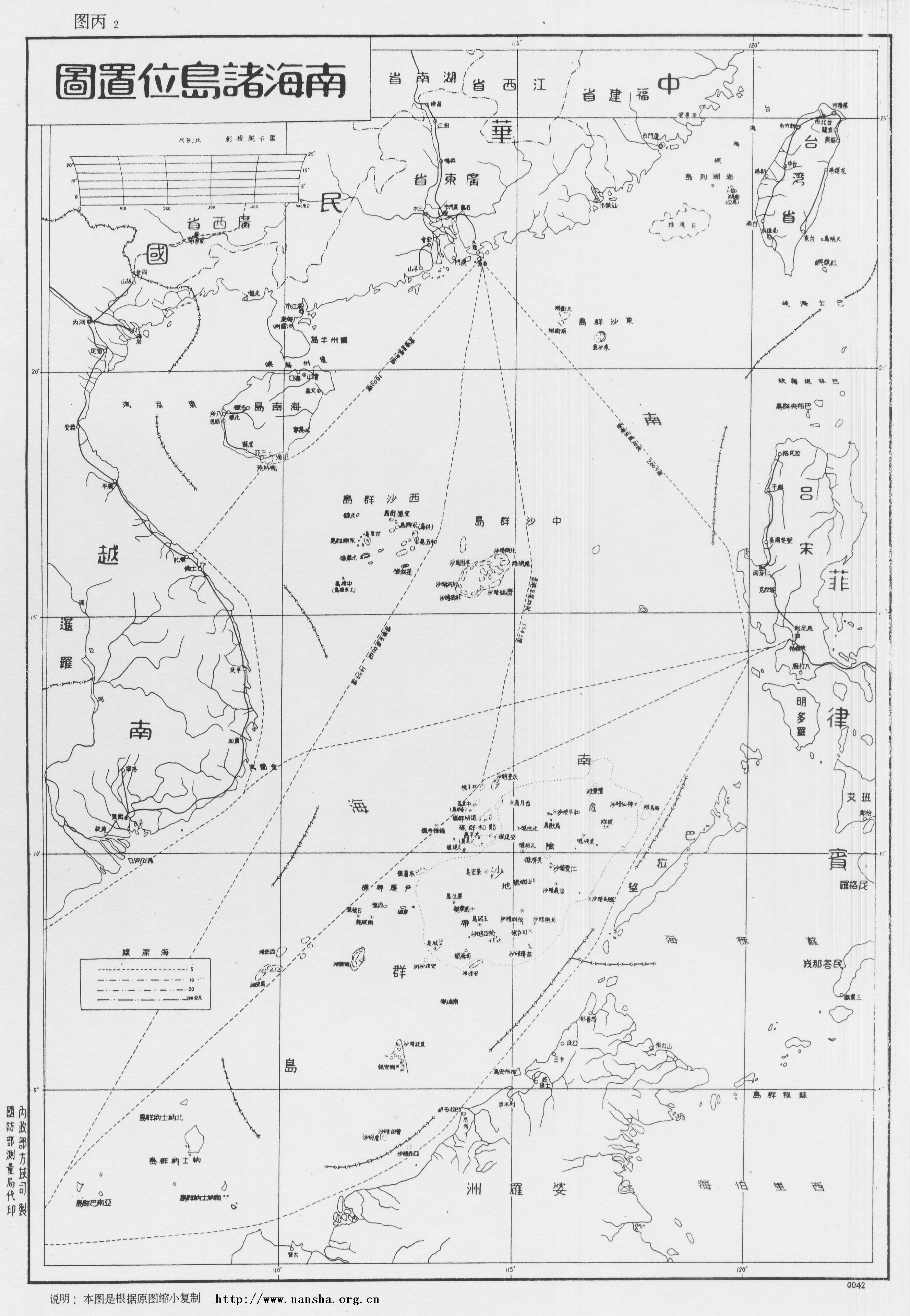
Bản đồ Biển Đông với Đường 11 đoạn do Trung Hoa Dân Quốc xuất bản năm 1947

Cũng theo thông tin từ phía Trung Quốc, sau cách mạng Tân Hợi năm 1911, chính phủ Trung Hoa Dân Quốc tuyên bố Tây Sa (tức Hoàng Sa) quy thuộc huyện Nhai (nay là thành phố Tam Á) của Hải Nam. Năm 1933, khi Pháp chiếm 9 hòn đảo tại Trường Sa, trong đó có đảo Ba Bình (Trung Quốc gọi là Thái Bình), đảo Thị Tứ (Trung Quốc gọi là Trung Nghiệp); ngư dân Trung Quốc đang đánh cá tại đây đã phản kháng quyết liệt còn chính phủ Trung Quốc cũng đã kháng nghị với chính phủ Pháp. Sau chiến tranh thế giới thứ nhất, năm 1935, lần đầu tiên Trung Quốc chính thức công bố một bản đồ thể hiện cả bốn quần đảo trên Biển Đông là của Trung Quốc. Công hàm của Công sứ Trung Quốc ở Paris gửi Bộ Ngoại giao Pháp năm 1932 còn viết rằng: "Các đảo Tây Sa là bộ phận lãnh thổ Trung Quốc xa nhất về phía Nam". Lần thứ 2 sau cuộc khảo sát Hoàng Sa của Lý Chuẩn năm 1909, chính phủ Trung Quốc cử chuyên viên cao cấp Hoàng Cường đến Hoàng Sa đặt bia chủ quyền. Năm 1937, lấy cớ kiểm tra thông tin về khả năng Nhật Bản có thể chiếm quần đảo Hoàng Sa, nhân sự kiện Lư Câu Kiều, trong ngày 23-24 tháng 6, Trung Hoa Dân Quốc đã cử Hoàng Cường (trưởng khu hành chính số 9) bí mật ra cắm 12 bia đá tuyên bố chủ quyền tại 4 đảo, đá thuộc quần đảo Hoàng Sa là: đá Bắc, đảo Phú Lâm, đảo Đá và đảo Linh Côn. Tất cả 12 bia đá đều không ghi năm 1937, mà ghi ngụy tạo niên đại các năm 1902, 1912 và 1921. Dẫn tới ngụy tạo chứng cứ về cuộc khảo sát năm 1902 thời Nhà Thanh của Trung Quốc, của các nhà sử học thuộc Quân Giải phóng Nhân dân Trung Quốc trong đợt khảo cổ Hoàng Sa những năm 1974-1979. Theo Trung Quốc, nơi mà Trung Quốc gọi là Nam Sa, chính phủ Trung Hoa Dân Quốc cho quân đội đồn trú và lập trạm phục vụ ngư dân trên đảo Ba Bình, đảo lớn nhất của Trường Sa, nhưng thực sự việc này chỉ diễn ra sau Thế Chiến thứ 2, sớm nhất là vào năm 1956.
Năm 1947, Bộ Nội chính Trung Quốc đã chính thức công bố bảng đối chiếu tên cũ và mới cho các đảo, đá, bãi ngầm tại bốn quần đảo trên Biển Đông, cụ thể là Đông Sa (3), Tây Sa (33), Trung Sa (29) và Nam Sa (102), tổng cộng có 167 địa danh.. Đến năm 1983, Ủy ban địa danh Trung Quốc đã công bố địa danh tiêu chuẩn của các đảo tại Nam Sa.
Tiền thân của thành phố này là Văn phòng Quần đảo Tây Sa, Quần đảo Nam Sa, Quần đảo Trung Sa (西沙群岛, 南沙群岛, 中沙群岛办事处, âm Hán Việt: Tây Sa quần đảo, Nam Sa quần đảo, Trung Sa quần đảo biện sự xứ). Văn phòng được thành lập vào năm 1959, khi đó nằm dưới quyền quản lý của khu hành chính Hải Nam. Tháng 3 năm 1961, Văn phòng Quần đảo Tây Sa, Quần đảo Nam Sa, Quần đảo Trung Sa được chính quyền Trung Quốc đổi tên thành "Ủy ban Cách mạng Quần đảo Tây Sa, Nam Sa, Trung Sa tỉnh Quảng Đông". Tháng 10 năm 1981, chính phủ Trung Quốc khôi phục lại tên cũ là "Văn phòng Quần đảo Tây Sa, Quần đảo Nam Sa, Quần đảo Trung Sa" (cấp huyện) thuộc tỉnh Quảng Đông. Năm 1988, tỉnh Hải Nam được thành lập. Văn phòng Quần đảo Tây Sa, Quần đảo Nam Sa, Quần đảo Trung Sa trực thuộc tỉnh Hải Nam.

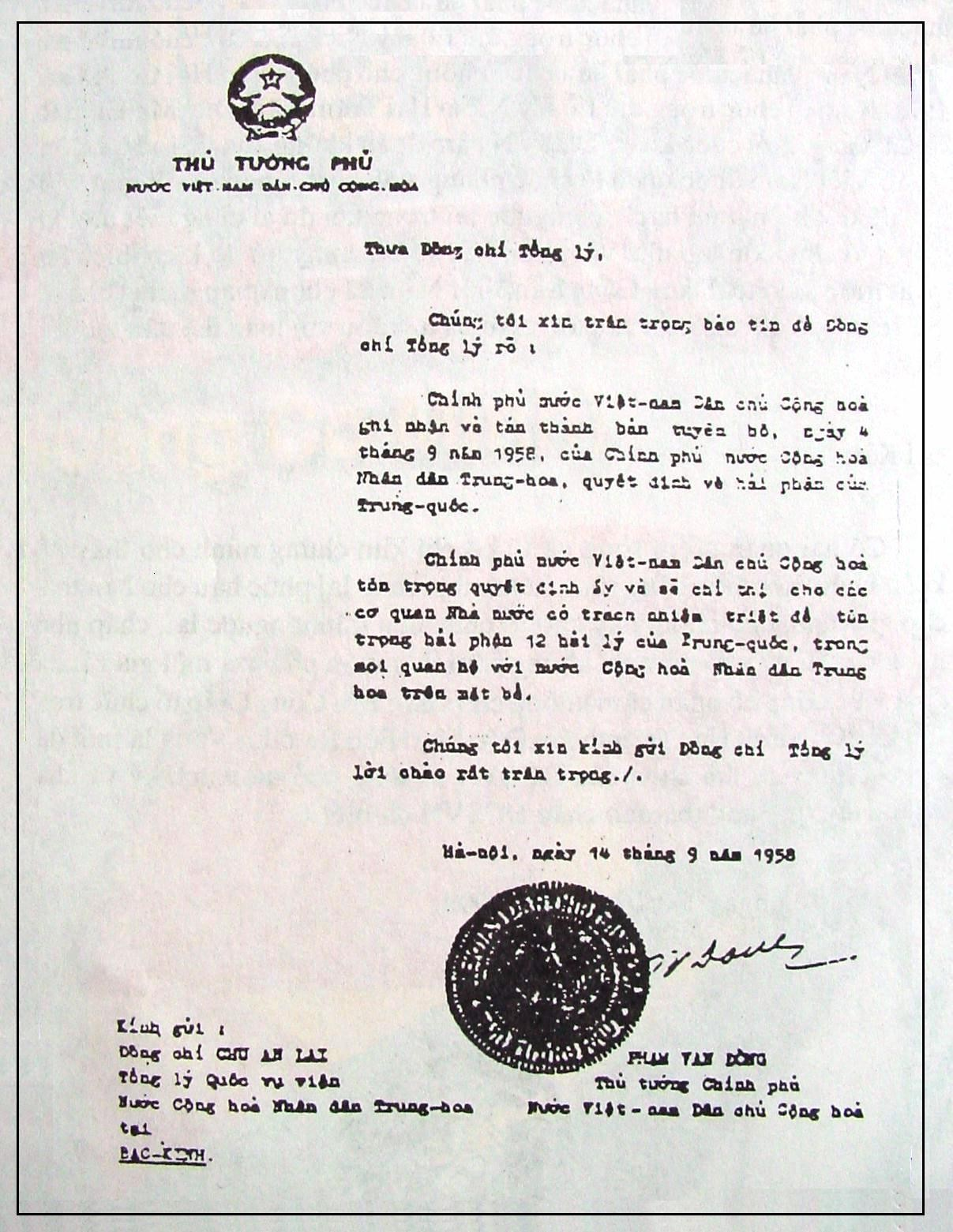
Công hàm năm 1958 của thủ tướng VNDCCH Phạm Văn Đồng

Theo thông tin của Trung Quốc, vào năm 1956, thứ trưởng ngoại giao của Việt Nam Dân chủ Cộng hòa Ung Văn Khiêm đã nói với đại biện Trung Quốc tại Việt Nam rằng về mặt lịch sử thì Nam Sa là một phần lãnh thổ của Trung Quốc và cũng trong dịp đó thì ông Lê Lộc, quyền trưởng ti châu Á thuộc Bộ Ngoại giao Việt Nam Dân chủ Cộng hòa còn nói rằng theo các tư liệu của Việt Nam thì Trung Quốc đã tuyên bố chủ quyền với Nam Sa từ thời Nhà Tống. Một số bản đồ của Việt Nam xuất bản vào thập niên 1960 và 1970 đã thể hiện Nam Sa là một bộ phận của lãnh thổ Trung Quốc như bản đồ thế giới của quân đội Nhân dân Việt Nam năm 1960, Tập bản đồ thế giới của cục trắc địa và bản đồ thuộc Văn phòng thủ tướng Việt Nam vào năm 1972. Sách giáo khoa năm 1974 của Việt Nam có viết rằng "các đảo Nam Sa, Tây Sa đến đảo Hải Nam, Đài Loan, các đảo Bành Hồ, quần đảo Chu Sơn hình thành nên cung đảo, tạo thành một tuyến Trường Thành bảo vệ Trung Quốc đại lục". Ngày 14 tháng 9 năm 1958, Thủ tướng Việt Nam Dân chủ Cộng hòa Phạm Văn Đồng gửi công hàm cho Thủ tướng Chu Ân Lai với nội dung: "Chính phủ nước Việt Nam Dân chủ Cộng hòa ghi nhận và tán thành bản tuyên bố ngày 4 tháng 9 năm 1958 của Chính phủ nước Cộng hòa Nhân dân Trung Hoa quyết định về hải phận của Trung Quốc". Theo Bộ Ngoại giao Trung Quốc, sự công nhận này "đương nhiên có giá trị với toàn bộ lãnh thổ Trung Quốc" vì báo Nhân dân trước đó đã đăng bài chi tiết về bản tuyên bố về lãnh hải của chính phủ Trung Quốc, trong đó nói rằng "kích thước lãnh hải của nước Cộng hòa Nhân dân Trung Hoa là 12 hải lý và điều này được áp dụng cho tất cả các vùng lãnh thổ của Cộng hòa Nhân dân Trung Hoa, bao gồm tất cả các quần đảo trên Biển Đông"
Về phía Anh Quốc, J.W.Reed,W.king:China Sea Directory,1868 của Hải quân Anh Quốc có ghi rằng các thuyền của Hải Nam hàng năm thường đến các đảo, mang theo gạo và các nhu yếu phẩm khác và trao đổi với ngư dân đang đánh bắt tại các đảo; thuyền rời Hải Nam vào tháng 12 hay tháng 1 mỗi năm và sẽ trở về khi có đợt gió mùa tây nam đầu tiên. Trong ấn phẩm "China Sea Pilot" vào năm 1912, Hải quân Hoàng gia Anh Quốc đã mô tả về các hoạt động của ngư dân Trung Quốc tại một số nơi ở Trường Sa. Far Eastern Economic Review (Hồng Kông) có đưa một vài viết vào ngày 31 tháng 12 năm 1973, trong đó dẫn lời Cao ủy Anh quốc tại Singapore nói vào năm 1970 rằng: "quần đảo Spratly là lãnh thổ phụ thuộc của Trung Quốc, một phần của tỉnh Quảng Đông... và được trả lại Trung Quốc sau chiến tranh".
Le Monde Colonial Illustre của Pháp từng đăng bài về sự kiện tháng 9 năm 1933, theo đó khi một tàu chiến Pháp khảo sát đảo Trường Sa Lớn vào năm 1930, họ thấy ba người Trung Quốc ở trên đảo. Khi Pháp đưa quân ra Trường Sa vào năm 1933, họ thấy tất cả những người trên các đảo là người Trung Quốc: bảy người ở Song Tử Tây, năm người ở Thị Tứ, 4 người ở Trường Sa Lớn, và các ngôi nhà tranh, giếng nước và một tượng thần do người Trung Quốc để lại ở Trường Sa Lớn và một biển hiệu chữ Hán trên đảo Ba Bình đánh dấu ký hiệu của một kho dự trữ lương thực trên đảo. Atlas International Larousse xuất bản năm 1965 tại Pháp đã ghi tên "Tây Sa" (Xisha) và "Nam Sa" (Nansha) cho hai quần đảo Hoàng Sa và Trường Sa và trong dấu ngoặc đã thể hiện chủ quyền của Trung Quốc với hai quần đảo.
"Tân Trung Quốc niên giám" xuất bản tại Nhật Bản vào năm 1966 đã mô tả bờ biển của Trung Quốc trải dài 11.000 km từ bán đảo Liêu Đông ở phía bắc đến Nam Sa ở phía nam. "Thế giới niên giám" xuất bản tại Nhật Bản năm 1972 đã nói rằng lãnh thổ Trung Quốc không chỉ bao gồm đại lục mà còn gồm cả đảo Hải Nam, Đài Loan, quần đảo Bành Hồ cũng như Đông Sa, Tây Sa, Trung Sa và Nam Sa trên Biển Đông.
"Columbia Lippincott World Toponymic Dictionary" (Từ điển địa danh thế giới Columbia Lippincott) xuất bản tại Hoa Kỳ vào năm 1961 đã ghi rằng quần đảo Nam Sa (Nansha Islands) ở Biển Đông thuộc về tỉnh Quảng Đông và là một phần của Trung Quốc. "Worldmark Encyclopaedia of the Nations" (Bách khoa toàn thư các nước Worldmark) xuất bản tại Hoa Kỳ vào năm 1963 đã nói rằng các quần đảo của Trung Quốc kéo dài phía nam, gồm các đảo nhỏ và rạn san hô ở phía bắc vĩ độ 4. "World Administrative Divisions Encyclopaedia" (Bách khoa toàn thư phân cấp hành chính thế giới) xuất bản năm 1971 đã ghi rằng CHND Trung Hoa bao gồm nhiều hòn đảo, lớn nhất là Hải Nam và có nhiều đảo khác trên Biển Đông trải dài đến phía bắc vĩ độ 4, như Đông Sa, Tây Sa, Trung Sa và Nam Sa.
Ngoài ra, cũng có nhiều bản đồ đã thể hiện các quần đảo trên Biển Đông là lãnh thổ của Trung Quốc: "Welt-Atlas" do Cộng hòa Liên bang Đức xuất bản vào các năm 1954, 1961 và 1970; Át-lát thế giới do Liên Xô xuất bản vào năm 1954 và 1967; Át-lát thế giới do Romania xuất bản vào năm 1957; Oxford Australian Atlas và Philips Record Atlas xuất bản tại Anh Quốc vào năm 1957 và Encyclopaedia Britannica World Atlas xuất bản tại Anh Quốc vào năm 1958; "Haack Welt Atlas" do Cộng hòa Dân chủ Đức xuất bản năm 1968; Daily Telegraph World Atlas xuất bản tại Anh Quốc vào năm 1968; Atlas International Larousse xuất bản tại Pháp vào năm 1968 và 1969; bản đồ thế giới thông thường của Institut Géographique National của Pháp vào năm 1968; Tập bản đồ Trung Quốc của Neibonsya tại Nhật Bản năm 1973.

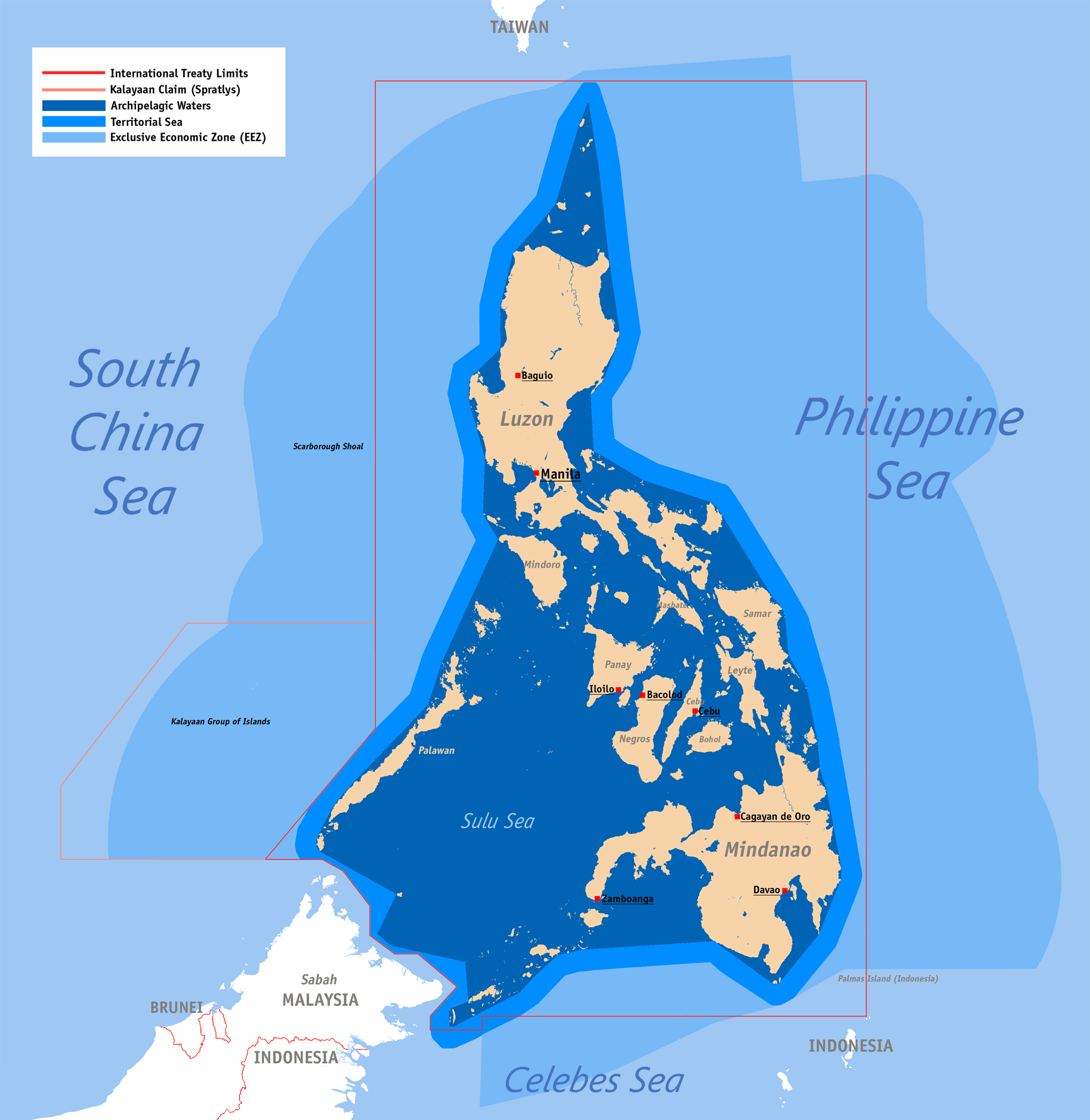
Phạm vi lãnh thổ của Philippines được giới hạn trong các hiệp ước vào cuối thế kỷ XIX và đầu thế kỷ XX không bao gồm quần đảo Trường Sa và bãi cạn Scarborough

Hiệp định Paris năm 1898, Hiệp định Washington năm 1900 giữa Hoa Kỳ và Tây Ban Nha, Hiệp ước giữa Anh Quốc và Hoa Kỳ năm 1930 đã quy định phạm vi lãnh thổ của Philippines có giới hạn phía tây là kinh tuyến 118°Đ và trong đó không bao gồm Nam Sa và đảo Hoàng Nham. Hiến pháp Philippines năm 1930 và Luật ranh giới lãnh thổ năm 1960 của Philipines không bao gồm đảo Hoàng Nham. Các bản đồ của Philippines xuất bản vào năm 1981 và 1984 cũng thể hiện rằng đảo Hoàng Nham nằm ngoài lãnh thổ Philippines. Đại sứ Philippines tại Cộng hòa Liên bang Đức trong một lá thư gửi đến một đài phát thanh của Đức vào ngày 5 tháng 2 năm 1990 đã chỉ rõ rằng đảo Hoàng Nham nằm ngoài lãnh thổ và chủ quyền của Philippines theo Cơ quan Bản đồ Quốc gia và Thông tin Tài nguyên Philippines. Tài liệu của Cơ quan Bản đồ Quốc gia và Thông tin Tài nguyên Philippines và tổ chức phát thanh nghiệp dư Philippines gửi cho Liên đoàn Tiếp âm Phát thanh Hoa Kỳ vào ngày 18 tháng 10 và 18 tháng 11 năm 1994 đã xác nhận giới hạn lãnh thổ và chủ quyền của Philippines được quy định tại Điều 3 của Hiệp ước Paris (1889) và đảo Hoàng Nham nằm bên ngoài ranh giới lãnh thổ Philippines.
Có một số tin nói rằng Quốc vụ viện nước Cộng hòa Nhân dân Trung Hoa đã phê chuẩn thành lập thành phố cấp huyện "Tam Sa" vào tháng 11 năm 2007. Tuy nhiên vào ngày 18 tháng 12 năm 2007, một quan chức của tỉnh Hải Nam, Trung Quốc đã nói rằng việc thành lập Tam Sa không có trong kế hoạch.
Ngày 21 tháng 6 năm 2012, Quốc vụ viện Trung Quốc đã chính thức phê chuẩn thành lập thành phố cấp địa khu Tam Sa.
Cuối tháng 7 năm 2012, Việt Nam công bố một tấm bản đồ "Hoàng triều trực tỉnh địa dư toàn đồ" xuất bản năm 1904, trong đó không bao gồm hai quần đảo Hoàng Sa và Trường Sa . Các cơ quan truyền thông lớn của Trung Quốc như Sina, Ifeng, Stockstar đưa tin này. Bản tin của đài Phượng Hoàng (Ifeng) tường thuật quang cảnh buổi lễ trao bản đồ cổ "Hoàng triều trực tỉnh địa dư toàn đồ" (Toàn bộ bản đồ địa lý của đất nước) do Nhà Thanh (Trung Quốc) xuất bản năm 1904 của tiến sĩ Mai Ngọc Hồng trao tặng Bảo tàng Lịch sử Quốc gia Việt Nam; tờ Stockstar và trang tin quân sự của Sina giới thiệu tỉ mỉ về kích thước, lai lịch của tấm bản đồ, nói rõ bản đồ này xác định đảo Hải Nam là điểm cực nam lãnh thổ Trung Quốc, có nghĩa là các quần đảo ở Biển Đông như Hoàng Sa, Trường Sa nằm ngoài lãnh thổ Trung Hoa.
Theo báo chí Việt Nam, trong giới nghiên cứu Trung Quốc cũng có ý kiến bác bỏ "đường lưỡi bò" mà phía chính quyền Trung Quốc đưa ra. Học giả Lý Lệnh Hoa, nghiên cứu viên của Trung tâm nghiên cứu Hải dương Quốc gia Trung Quốc, từng công bố bài báo "Xung quanh vấn đề 'đường lưỡi bò' và quy định về biên giới trên biển quốc tế" trên báo Tin tức Ngư nghiệp của Trung Quốc tháng 12 năm 2005, theo đó chứng cứ lịch sử của phía Trung Quốc đưa ra tại vùng biển Nam Hải (Biển Đông) không rõ ràng, thiếu căn cứ và không có tính thuyết phục. Ông còn cho rằng việc Trung Quốc vẽ ranh giới "đường lưỡi bò" không chỉ trùng lặp với vùng đặc quyền kinh tế 200 hải lý của các quốc gia Việt Nam, Philippines, Malaysia, Brunei, mà thậm chí còn bao gồm luôn cả vùng biển Kepulauan Natuna của Indonesia; đồng thời khẳng định quan điểm coi "đường lưỡi bò" do chính quyền Trung Hoa Dân Quốc tự vẽ ra năm 1947 là ranh giới phân định vùng biển của Trung Quốc là thủ cựu và nhận thức sai lầm, không hề có căn cứ và không được các quốc gia khác công nhận.

### Từ phía Việt Nam

#### Về bằng chứng chủ quyền trong lịch sử

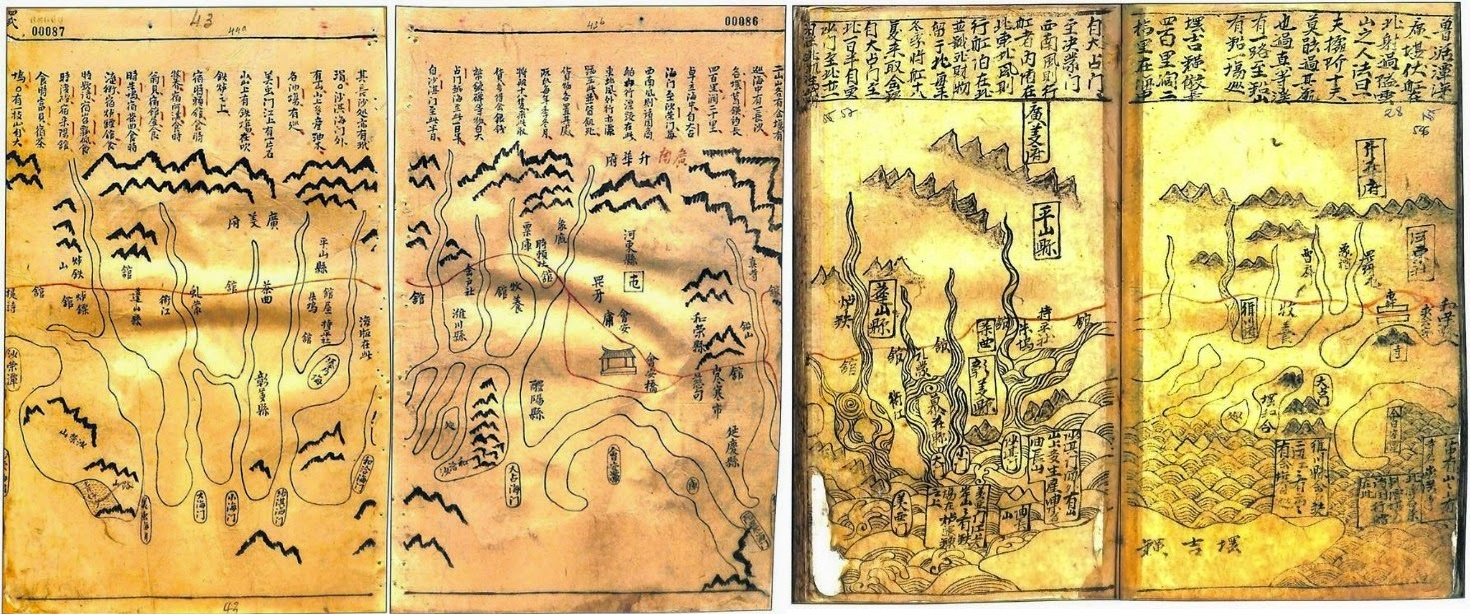
Hoàng Sa (phía dưới, bên trái), trong tập Thiên Nam tứ chí lộ đồ thư do Đỗ Bá biên soạn năm Chính Hòa thứ 7 (1686) đời Lê Hy Tông

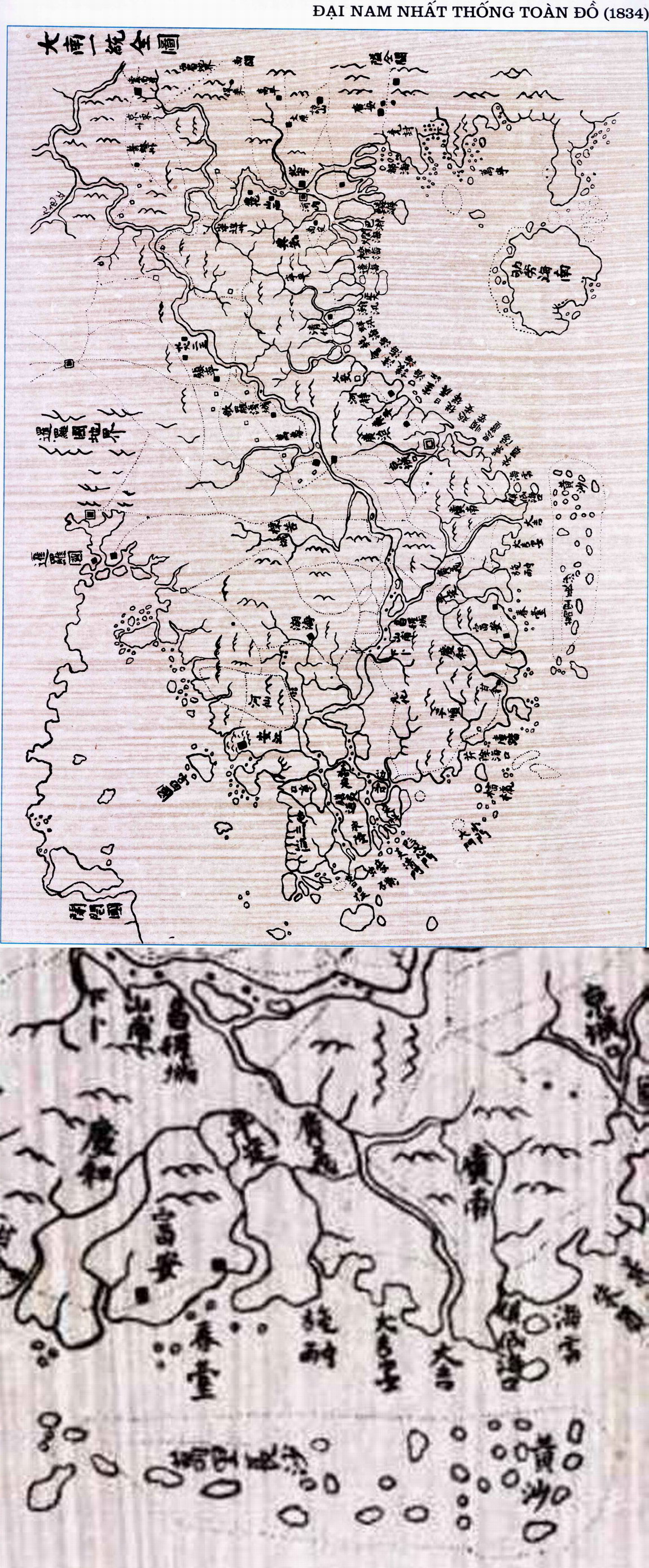
Các quần đảo Hoàng Sa (黄沙) và Trường Sa (tức Vạn lý Trường Sa, 萬里長沙) được thể hiện trong Đại Nam nhất thống toàn đồ (năm 1834-1840).

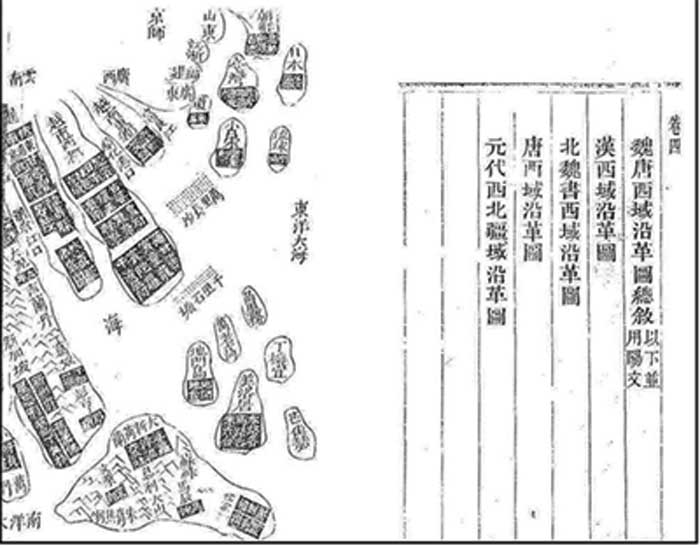
Hoàng Sa (Bãi Cát Vàng) trong bản đồ của sách Phủ biên tạp lục do Lê Quý Đôn soạn năm 1776.

Các nhà sử học Việt Nam dẫn các nguồn sử liệu cho thấy chính quyền Nhà Hậu Lê đã khám phá hoặc biết tới nơi này ít nhất từ thế kỷ XV, thời Lê Thánh Tông. Đến thế kỷ XVII, Chúa Nguyễn tổ chức khai thác trên các đảo. Đội Hoàng Sa và Đội Bắc Hải có nhiệm vụ ra đóng ở hai quần đảo, mỗi năm 8 tháng để khai thác các nguồn lợi: đánh cá, thâu lượm những tài nguyên của đảo và những hoá vật do lấy được từ những tàu đắm. Theo Phủ biên tạp lục của Lê Quý Đôn thì: "Phủ Quảng Ngãi huyện Bình Sơn có xã An Vĩnh ở gần biển, ngoài biển về phía Đông Bắc có nhiều cù lao, các núi linh tinh hơn 130 ngọn, cách nhau bằng biển, từ hòn này sang hòn kia phải đi một ngày hoặc vài canh thì đến. Trên núi có chỗ có suối nước ngot. Trong đảo có bãi cát vàng dài, ước hơn 30 dặm, bằng phẳng rộng lớn, nước trong suốt đáy... Các thuyền ngoại phiên bị bão thường đậu ở đảo này. Trước họ Nguyễn đặt đội Hoàng Sa 70 suất, lấy người xã An Vĩnh sung vào, cắt phiên mỗi năm cứ tháng 2 nhân giấy sai đi, mang lương đủ ăn 6 tháng, đi bằng 5 chiếc thuyền câu nhỏ, ra biển 3 ngày 3 đêm thì đến đảo ấy. Ở đây tha hồ bắt chim bắt cá mà ăn. Lấy được hóa vật của tàu ([nước ngoài bị đắm vì bão]),... Đến kỳ tháng 8 thì về, vào cửa Eo, đến thành Phú Xuân để nộp,... Họ Nguyễn đặt đội Bắc Hải, không định bao nhiêu suất, hoặc người thôn Tứ Chính ở Bình Thuận, hoặc người xã Cảnh Dương, ai tình nguyện đi thì cấp giấy sai đi,..., cho đi thuyền câu nhỏ ra các xứ Bắc Hải, cù lao Côn Lôn và các đảo ở Hà Tiên,..., cũng sai cai đội Hoàng Sa kiêm quản... Hoàng Sa gần phủ Liêm Châu đảo Hải Nam, người đi thuyền có lúc gặp thuyền cá Bắc Quốc,...".
Lê Quý Đôn viết: "Tôi đã từng thấy một đạo công văn của quan chính đường huyện Văn Xương Quỳnh Châu gửi cho Thuận Hóa nói rằng: năm Càn Long thứ 18 (1753), có 10 tên quân nhân xã An Vĩnh tổng Cát Liềm huyện Chương Nghĩa phủ Quảng Ngãi nước An Nam, một ngày tháng 7 đến Vạn lý Trường Sa tìm kiếm các thứ, có 8 tên lên bờ tìm kiếm, chỉ để 2 tên giữ thuyền, bị gió đứt dây thuyền, giạt vào Thanh Lan cảng, quan ở đấy xét thực, đưa trả về nguyên quán..."..
Cũng theo Lê Quý Đôn trong Phủ biên tạp lục, năm 1754, thuyền của đội Hoàng Sa do Chúa Nguyễn phái ra khai thác Hoàng Sa bị đứt dây neo, trôi dạt vào cảng Thanh Lan thuộc đảo Hải Nam. Các quan sở tại Trung Quốc khi biết là người của đội Hoàng Sa Việt Nam, đã chu cấp tiền, gạo cho về quê mà không hề phản đối gì.

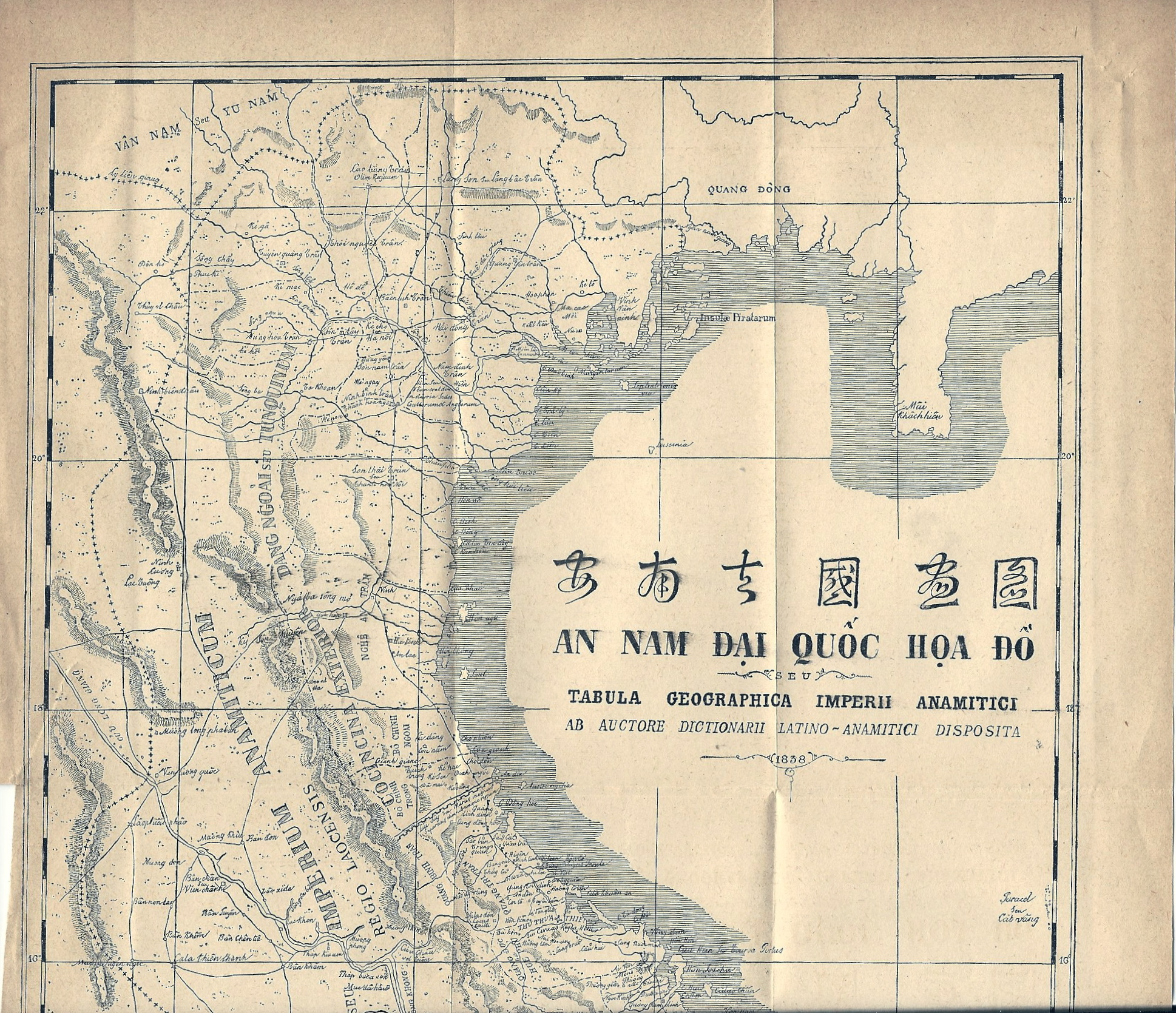
Trong An Nam Đại Quốc Họa Đồ (do Giám mục Taberd (Tabula) vẽ năm 1838) có vẽ một góc của quần đảo Hoàng Sa (rìa phía phải bản đồ) và chú thích bằng dòng chữ cái La tinh (chữ viết tiền thân của chữ viết tiếng Việt hiện đại): "Paracel seu Cátvàng".

Năm 1816, vua Gia Long chính thức chiếm hữu đảo (Hoàng Sa), ra lệnh cắm cờ trên đảo và đo thủy trình. Sang thời Minh Mạng, vào các năm 1833, 1835, 1836, 1837 đều sai các đội thuyền của Phạm Hữu Nhật, Phạm Văn Nguyên, Phạm Văn Biện ra "Hoàng Sa" (bao gồm Trường Sa) để đánh cột mốc, trồng cây và xây chùa miếu.
Năm 1887, Chính phủ Pháp và triều đình Mãn Thanh ký công ước hoạch định biên giới trên bộ giữa Việt Nam và Trung Quốc. Các đảo ở về phía Đông của đường kinh tuyến đông 105 độ 43 phút Paris, có nghĩa là đường thẳng Bắc-Nam đi qua đông điểm của đảo Trà Cổ và tạo thành đường biên giới thì thuộc về Trung Quốc. Tuy nhiên, năm 1933, Pháp đã chiếm đóng 9 hòn đảo ở quần đảo Trường Sa. Từ đó, người Pháp thực hiện việc quản lý đối với Hoàng Sa và Trường Sa.
Ngày ngày 15 tháng 6 năm 1938, Toàn quyền Đông Dương I. Brévieký Nghị định số 156-SC, quyết định quần đảo Hoàng Sa thuộc tỉnh Thừa Thiên. Ngày ngày 21 tháng 12 năm 1933, Thống đốc Krautheimer ký Nghị định số 4702-CP, sáp nhập quần đảo Trường Sa vào tỉnh Bà Rịa. Ngày ngày 14 tháng 10 năm 1950, Chính phủ Pháp bàn giao hai quần đảo Hoàng Sa và Trường Sa cho Chính quyền Bảo Đại. Bảo Đại cho sáp nhập Hoàng Sa và Trường Sa vào tỉnh Thừa Thiên.
Tháng 9-1951, tại Hội nghị San Francisco, Thủ tướng Chính phủ của Bảo Đại là Trần Văn Hữu - Trưởng phái đoàn của Việt Nam ra tuyên bố chủ quyền của Việt Nam trên quần đảo Hoàng Sa và Trường Sa; đại diện của 51 quốc gia tham dự đều không có ý kiến phản đối; rất nhiều tài liệu nước ngoài trong thời kỳ này đã khẳng định quần đảo Hoàng Sa và Trường Sa là của Việt Nam.

#### Về bằng chứng bác bỏ phía Trung Quốc

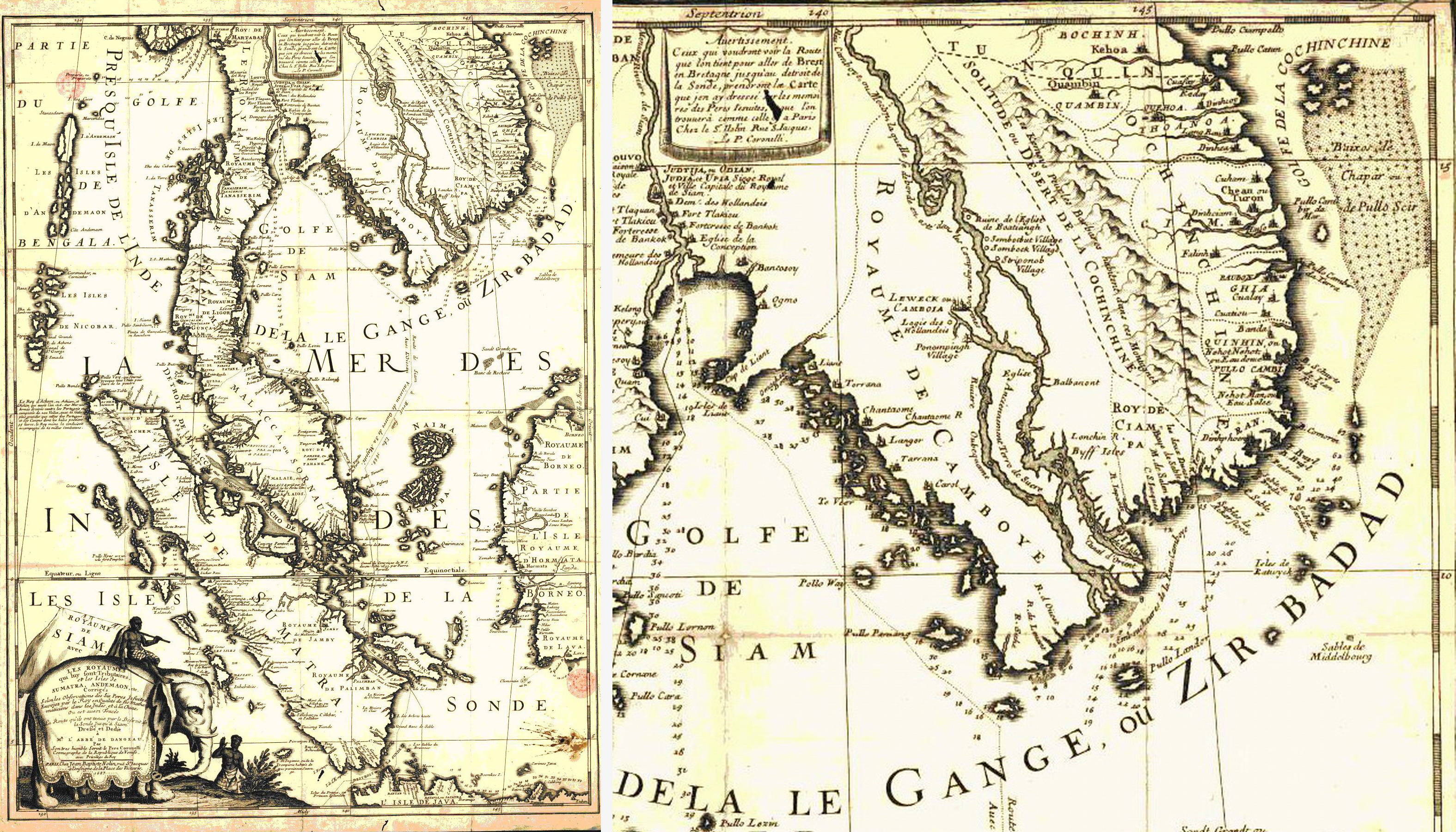
Quần đảo Hoàng Sa (Paracel), với tên gọi "Baixos de Chapar ou de Pulls Scir", tức là Bãi cát Chămpa (bãi đá ngầm), nằm trong Vịnh Cochinchine (Golfe de la Cochin Chine), phần phía đông bắc của bản đồ khu vực Đông Nam Á do Jean-Baptiste Nolin (1657-1708) vẽ xong năm 1687.

Bác lại quan điểm cho rằng Trung Quốc khám phá và đặt tên nơi đây từ thời Nhà Hán, các nhà nghiên cứu Việt Nam đã chỉ ra rằng các sách cổ sử Trung Quốc thời Hán như: "Dị vật chí",... chỉ miêu tả mơ hồ (không có ý thức đặt tên gọi cụ thể) về Biển Đông và các đảo đá ngầm ở đó, chỉ như là các trướng ngại vật đầy nguy hiểm, (cần tránh xa chứ không hề có thể hiện ý thức sở hữu chinh phục), tình cờ bắt gặp trong lộ trình ngang qua Biển Đông.
Bác lại luận điểm cho rằng Trung Quốc làm chủ nơi đây từ trước thế kỷ X, các nhà nghiên cứu Việt Nam căn cứ các sách Đường thư, Thái Bình hoàn vũ ký, Dư địa kỳ thăng (1221), Quảng Đông thông chí (1842) thì tại đảo Hải Nam chỉ phản ánh truyện đô đốc Lý Phục Nhà Đường mang quân lấy lại đảo này vào năm 789 sau hơn 100 năm dân bản địa nổi dậy làm chủ đảo; Lý Phục xin vua Đường đặt phủ đô đốc ở Quỳnh Sơn, không hề nhắc tới việc sáp nhập bất cứ đảo nào ở biển Hoa Nam vào đảo Hải Nam.
Bác lại luận điểm phía Trung Quốc cho rằng quân Trung Quốc từng tuần tiễu ở khu vực này do nhóm Hàn Chấn Hoa đưa ra, các nhà nghiên cứu Việt Nam cho rằng: Hàn Chấn Hoa suy diễn và gán ghép 2 đoạn văn vào nhau trong sách Vũ Kinh tổng yếu theo kiểu "đầu Ngô mình Sở", không đúng với nguyên bản sách này.
Theo Bộ ngoại giao Việt Nam, Trung Quốc đã diễn giải công hàm của Phạm Văn Đồng một cách "xuyên tạc", khi nội dung công hàm không đề cập đến Hoàng Sa và Trường Sa (và cũng không khẳng định 2 quần đảo này thuộc chủ quyền Trung Quốc), Việt Nam không hề tuyên bố từ bỏ chủ quyền với 2 quần đảo này, mà chỉ công nhận hải phận 12 hải lý (22.2 km) quanh lãnh thổ Trung Quốc, đây là một cử chỉ ngoại giao hữu nghị từ phía Việt Nam Dân chủ Cộng hòa, lúc đó là một quốc gia không tham gia vào tranh chấp lãnh thổ trên Biển Đông đã bị lợi dụng vào mục đích khác: là tranh chấp chủ quyền biển đảo giữa 2 nước Việt Nam và Trung Quốc hiện nay. Tiến sĩ Balazs Szalontai, một nhà nghiên cứu về châu Á, cho rằng công hàm không có sức nặng ràng buộc pháp lý. Với kích thước lãnh hải của nước Cộng hòa Nhân dân Trung Hoa là 12 hải lý theo tuyên bố của Trung Quốc tháng 9 năm 1958, Trung Quốc cũng chỉ tự giới hạn trong phạm vi 12 hải lý quanh các đảo mà họ tuyên bố chủ quyền, không thể là Tam Sa bao gồm khoảng 260 đảo, đá, đá ngầm, bãi cát trên Biển Đông, (theo công ước về Luật biển của Liên hiệp Quốc thì các đá và đá ngầm không được hưởng quy chế lãnh hải của đảo thực thụ), chỉ với tổng diện tích đất liền là 13 km² (đang có tranh chấp chủ quyền và một số lớn đang nằm trong sự kiểm soát của các quốc gia và vùng lãnh thổ khác trong khu vực Đông Á cũng có tuyên bố chủ quyền chồng chéo) nhưng chiếm một vùng biển trải dài 900 km theo chiều đông-tây, 1800 km theo chiều bắc-nam, với diện tích vùng biển khoảng 2 triệu km² (chiếm 80% diện tích Biển Đông vượt xa nhiều lần giới hạn 12 hải lý kể trên) .
Bác lại luận điểm cho rằng Trung Quốc đã quản lý nơi đây từ thời Minh-Thanh, các nhà nghiên cứu Việt Nam chỉ ra rằng, trong tập Đại Thanh Bản đồ Đế quốc xuất bản năm 1905 và tái bản năm 1910 cho thấy cực nam lãnh thổ Trung Quốc chỉ tới đảo Hải Nam, không hề vẽ các đảo nào khác ở Biển Đông. Bản đồ Hoàng triều nhất thống dư địa tổng đồ trong cuốn Hoàng Thanh nhất thông dự địa toàn đồ xuất bản năm 1894 thời Quang Tự còn xác nhận cực nam lãnh thổ Trung Quốc là Nhai châu, phủ Quỳnh châu, Quảng Đông ở 18 độ 30 phút Bắc, trong khi Hoàng Sa theo cách gọi của Việt Nam hoặc Tây Sa theo cách gọi của Trung Quốc có vị trí cao nhất là 17 độ 5 phút, nghĩa là Hoàng Sa (Tây Sa) cho tới tận thời Nhà Thanh chưa từng nằm trong lãnh thổ Trung Quốc và triều đình phong kiến Trung Quốc đã ghi nhận điều này. Bức Hoàng triều trực tỉnh địa dư toàn đồ là bản đồ toàn bộ đất nước Trung Quốc thời Nhà Thanh, xuất bản tại Thượng Hải năm 1904 và tái bản năm 1910, là chứng cứ xác thực do chính triều đình Nhà Thanh (cấp nhà nước) đưa ra về đảo Hải Nam là điểm cực Nam lãnh thổ Trung Quốc. Khảo sát các bản đồ của Trung Quốc xuất bản từ năm 1909 trở về trước cho thấy các bản đồ Trung Quốc cổ do chính người Trung Quốc vẽ không có bản đồ nào ghi nhận các quần đảo có địa danh Tây Sa, Nam Sa và các bản đồ này đều xác nhận đảo Hải Nam là cực nam lãnh thổ Trung Hoa.
Ngoài các tư liệu sử học như Phủ biên tạp lục của Lê Quý Đôn hay Đại Nam thực lục của Nhà Nguyễn, các nhà nghiên cứu Việt Nam còn chỉ ra các tài liệu từ chính phía Trung Quốc trước đây công nhận chủ quyền của Việt Nam đối với Hoàng Sa và Trường Sa:
- Hải ngoại ký sự của Thích Đại Sán năm 1696 có nói tới Vạn Lý Trường Sa (tức Hoàng Sa), xác nhận Chúa Nguyễn đã sai thuyền ra khai thác sản vật bị đắm trên quần đảo này[84]
- Năm 1824, sử gia Trung Quốc là Ngụy Nguyên xuất bản Hải đồ quốc chí, mô tả khắp các nước năm châu bốn biển. Tại quyển 9, tờ 4, Ngụy Nguyên vẽ về Việt Nam, gồm: Việt Nam Đông Đô (tức Hà Nội), Việt Nam Tây Đô (tức Thanh Nghệ) và Quảng Nam (Đàng Trong), bên ngoài khơi của Việt Nam ghi rõ "Đông Dương đại hải"[85]. Ngoài "Thuận Hóa cảng khẩu", có những chấm nhỏ mang tên "Vạn Lý Trường Sa" (tức Hoàng Sa) và "Thiên Lý Thạch Đường" (tức Trường Sa); hai quần đảo này hoàn toàn nằm trong "Đông Dương đại hải" của Việt Nam và Ngụy Nguyên không hề nhắc tới địa danh nào là Tây Sa hay Nam Sa[85].
- Tài liệu "Ngã quốc Nam Hải chư đảo sử liệu hội biên" do Hàn Chấn Hoa chủ biên, trang 115 thiên thứ nhất, cũng ghi chép các dấu tích do các Triều đình phong kiến Việt Nam gây dựng ở Hoàng Sa và Trường Sa, khẳng định hai quần đảo này là của Việt Nam[70].

Ngoài ra, còn các bằng chứng từ tư liệu của phương Tây:
- Năm 1701, các giáo sĩ Hội thừa sai Paris (MEP) đi trên tàu Amphitrite sang Trung Quốc kể lại rằng họ đi qua "quần đảo Paracel (tức Hoàng Sa) là quần đảo thuộc chủ quyền đế quốc An Nam" (le Paracel est un archipel qui dépend de l'Empire d'Annam)[85]
- Thời Pháp thuộc, người Pháp đã cho khảo sát, vẽ chi tiết Biển Đông (tên quốc tế theo tiếng Pháp là Mer de Chine) và các quần đảo lớn nhỏ trong đó, đáng kể nhất là Bản đồ quần đảo Hoàng Sa[86]
- Nhiều sách báo phương Tây ghi lại sự kiện khoảng năm 1895, 1896: tàu Bellona của Đức và tàu Ymedi Maru của Nhật Bản chở hàng cho Anh bị đắm ở khu vực quần đảo Hoàng Sa, cách đảo Hải Nam 140 hải lý về phía nam. Người Trung Quốc ở đảo Hải Nam đã ra lấy trộm đồng trên tàu. Lãnh sự Anh ở Hải Nam phản đối với nhà đương cục Trung Quốc. Phía Trung Quốc trả lời rằng Hoàng Sa không thuộc Trung Quốc do đó Trung Quốc không có trách nhiệm gì ở đấy[67].

### Từ phía Philippines
Một số bản đồ Philippines do Tây Ban Nha (trong thế kỷ XVIII) và Hoa Kỳ (trong thế kỷ XX), những quốc gia từng chiếm đóng Philippines, chính thức công bố cho thấy rằng bãi cạn Scarborough là lãnh thổ Philippines. Bản đồ thế kỷ XVIII của người Tây Ban Nha, "Carta hydrographica y chorographica de las Islas Filipinas" (1734) cho thấy bãi cạn Scarborough lúc đó đã được đặt tên là Panacot Shoal (tức là bãi cạn Panacot), với hình dạng khá giống với hình dạng bãi cạn Scarborough ngày nay.

## Phản ứng về việc thành lập thành phố

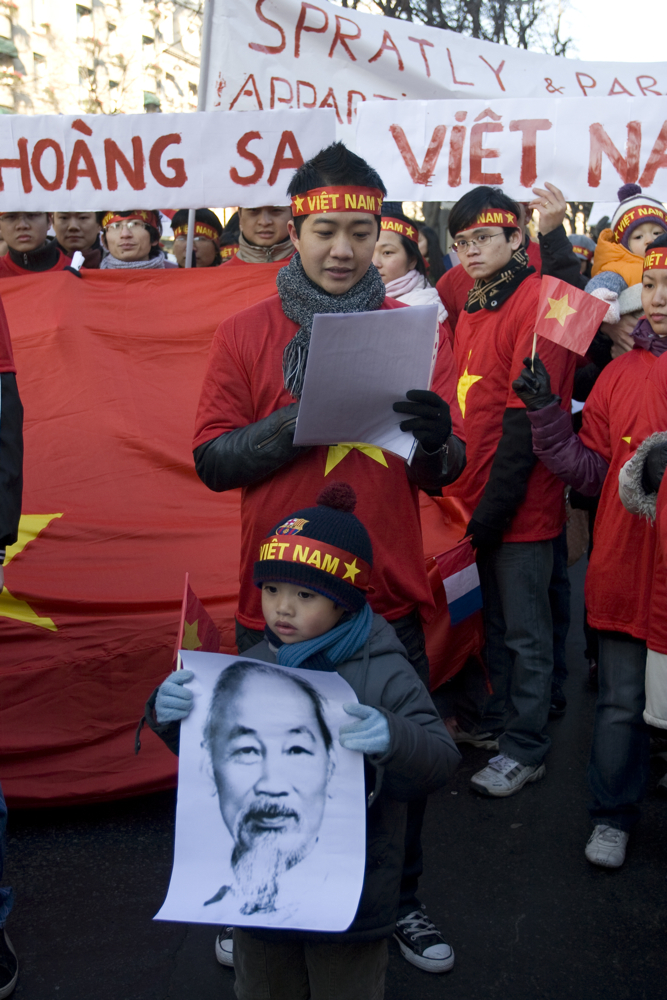
Biểu tình phản đối ở Pháp tháng 12/2007

### Thông tin thành lập năm 2007
Có tin nói rằng Quốc vụ viện nước Cộng hòa Nhân dân Trung Hoa đã phê chuẩn thành lập Tam Sa vào tháng 11 năm 2007, có phạm vi quản lý 3 quần đảo trên Biển Đông: Hoàng Sa, Trường Sa (mà Trung Quốc gọi là quần đảo Tây Sa và quần đảo Nam Sa) và Trung Sa, với diện tích bằng 1/4 diện tích nước Trung Quốc. Trong 3 quần đảo trên, quần đảo Hoàng Sa đang thuộc diện tranh chấp với Việt Nam, còn quần đảo Trường Sa thuộc diện tranh chấp với Việt Nam, Đài Loan, Philippines, Malaysia và Brunei.
Tuy nhiên vào ngày 18 tháng 12 năm 2007, một quan chức của tỉnh Hải Nam, Trung Quốc đã nói rằng việc thành lập Tam Sa không có trong kế hoạch.
Việc thành lập thành phố này đã bị Chính phủ Việt Nam phản đối. Kỳ họp thứ 10 của Hội đồng Nhân dân Thành phố Đà Nẵng khoá VII ngày 7 tháng 12 năm 2007 khẳng định Hoàng Sa là đơn vị hành chính của thành phố này và phản đối Trung Quốc đòi quản lý quần đảo này.
Ngày 9 tháng 12 năm 2007, vài trăm người Việt Nam đa số là sinh viên, học sinh đã tập hợp và biểu tình ôn hòa trước cổng Đại sứ quán Trung Quốc tại Hà Nội và trước Lãnh sự quán Trung Quốc tại Thành phố Hồ Chí Minh để phản đối Trung Quốc và bảo vệ tuyên bố chủ quyền của Việt Nam đối với hai quần đảo Hoàng Sa và Trường Sa. Các cuộc biểu tình ôn hòa lại tiếp diễn vào ngày 16 tháng 12 tại hai thành phố trên.
Sau đó, trong cộng đồng người Việt hải ngoại và các du học sinh Việt Nam cũng có những cuộc biểu tình phản đối việc Trung Quốc thành lập thành phố Tam Sa. Như tại Little Saigon, Washington D.C. Los Angeles Luân Đôn và Paris để phản đối Trung Quốc.
Khi được hỏi về việc sinh viên Việt Nam biểu tình trước tòa đại sứ và lãnh sự quán Trung Quốc tại Việt Nam, phát ngôn viên bộ ngoại giao Trung Quốc nói rằng quan điểm của chính phủ Trung Quốc là Trung Quốc có chủ quyền không thể chối cãi được đối với các đảo trong biển Nam Trung Quốc (Biển Đông) và các lãnh hải xung quanh. Họ cũng thừa nhận rằng Việt Nam đã có tuyên bố chủ quyền trong một số giai đoạn khác nhau trong lịch sử Việt Nam. Bộ ngoại giao Trung Quốc nói rằng Việt Nam và Trung Quốc đã thoả thuận giàn xếp bằng đàm phán và thương lượng, và việc biểu tình làm tổn hại quan hệ song phương. Cuối cùng, Bộ Ngoại giao Trung Quốc nói rằng họ hy vọng chính phủ Việt Nam thực hiện các biện pháp nhằm ngăn chặn việc biểu tình tiếp diễn.

### Chính thức thành lập năm 2012

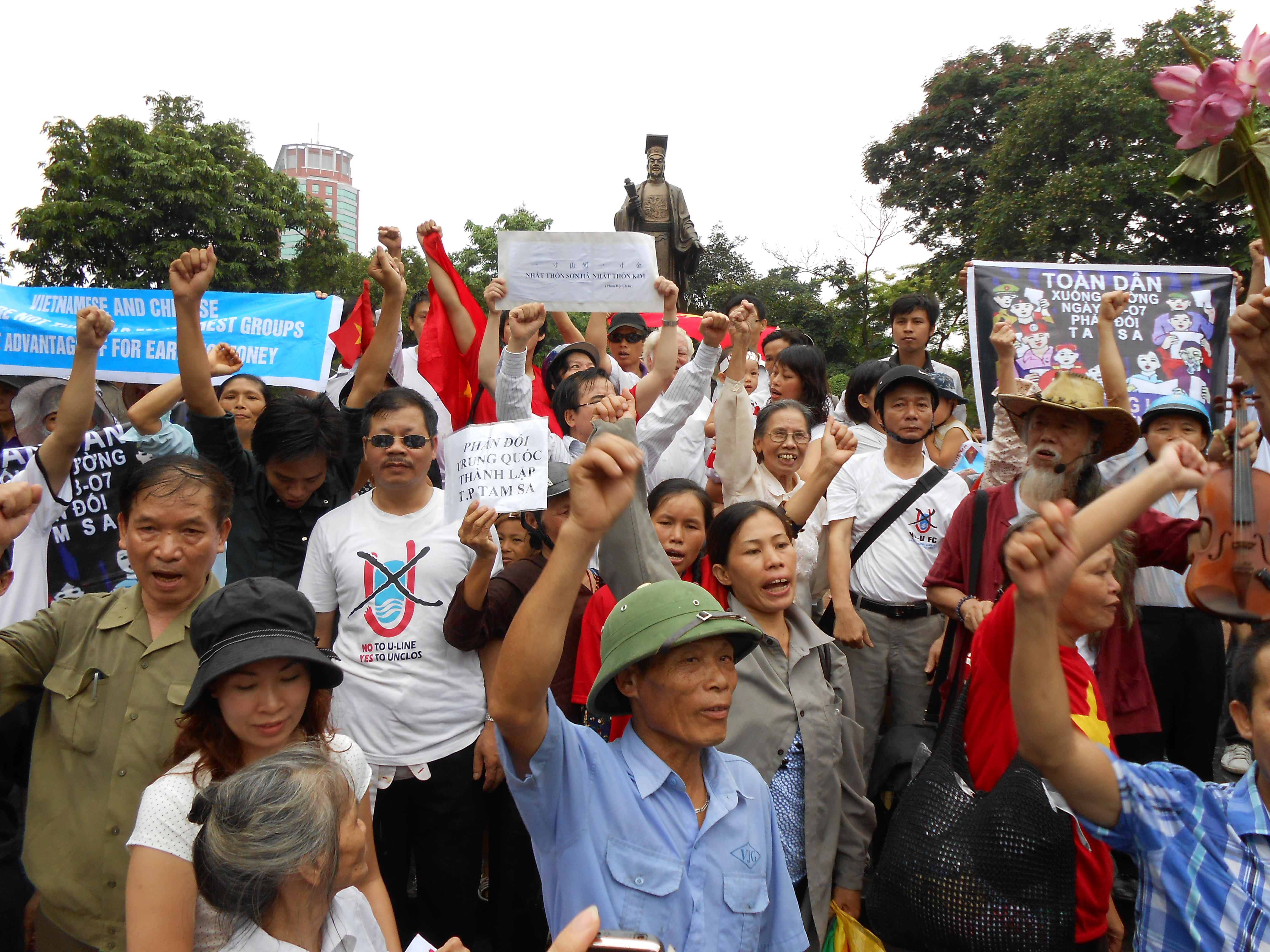
Biểu tình phản đối Trung Quốc thành lập Tam Sa tại Hà Nội sáng 8/7/2012

Ngày 21 tháng 6 năm 2012, Quốc hội Việt Nam đã thông qua Luật biển Việt Nam, trong đó mô tả quần đảo Hoàng Sa và quần đảo Trường Sa là trong phạm vi chủ quyền của Việt Nam. Chính quyền Trung Quốc "mạnh mẽ phản đối" và "kiên quyết phản đối" và theo thứ trưởng Ngoại giao Trương Chí Quân (Zhang Zhijun) "Hành động đơn phương của Việt Nam đã phức tạp và leo thang vấn đề và vi phạm đến sự đồng thuận của cả các nhà lãnh đạo hai quốc gia, cũng như tinh thần của Tuyên bố về cách ứng xử của các bên ở Biển Đông (DOC)" . Và ngay cùng ngày, Hội đồng Nhà nước nước Cộng hòa nhân dân Trung Quốc đã thành lập Tam Sa như một phản ứng.
Phía Việt Nam, theo báo Đại Đoàn Kết của Mặt trận Tổ quốc Việt Nam cho là "việc thành lập cái gọi là "thành phố Tam Sa" của phía Trung Quốc là hoàn toàn sai trái và không có giá trị pháp lý." và "kế hoạch thành lập cái gọi là "thành phố Tam Sa" đã được chuẩn bị kỹ lưỡng từ lâu và Trung Quốc đã chọn thời điểm này để đưa ra công khai nhằm "trả đũa Việt Nam thông qua Luật Biển"."  Không được xem là phản ứng chính thức, nhưng vài trang mạng xã hội tại Việt Nam đã kêu gọi biểu tình ôn hòa để phản đối quyết định thành lập Tam Sa  Và hai cuộc biểu tình đã diễn ra vào sáng ngày 01/07/2012 tại hai thành phố lớn là Hà Nội và Hồ Chí Minh với hàng trăm người tham gia tại mỗi nơi và kế tiếp vào cuộc biểu tình một tuần sau đó ngày 08/07/2012 tại Hà Nội với hàng trăm người tham gia. Theo người phát ngôn Bộ Ngoại giao nước Cộng hòa Xã hội Chủ nghĩa Việt Nam Lương Thanh Nghị thì việc Trung Quốc thành lập cái gọi là "thành phố Tam Sa" và triển khai các hoạt động nói trên đã vi phạm luật pháp quốc tế, xâm phạm nghiêm trọng chủ quyền của Việt Nam đối với hai quần đảo Hoàng Sa và Trường Sa, và là vô giá trị. Những hoạt động này của Trung Quốc trái ngược với nhận thức chung của Lãnh đạo cấp cao hai nước, vi phạm Thỏa thuận những nguyên tắc cơ bản giải quyết vấn đề trên biển giữa Việt Nam và Trung Quốc ký tháng 10/2011; đi ngược lại tinh thần Tuyên bố về cách ứng xử của các bên ở Biển Đông ký năm 2002 giữa ASEAN và Trung Quốc, làm cho tình hình Biển Đông thêm phức tạp.
Bộ Ngoại giao Philippines đã triệu tập đại sứ Trung Quốc để biểu thị phản đối việc thành lập thành phố Tam Sa. Philippines cho rằng hành động của Trung Quốc đã "xâm phạm chủ quyền của Philippines đối với quần đảo Kalayaan và Bajo de Masinloc". Tổng thống Benigno Aquino III cho biết chính phủ của ông có thể sẽ yêu cầu Hoa Kỳ giúp đưa máy bay đến tuần tra khu vực biển tranh chấp.